# Rienshofen
Rienshofen ist ein Gemeindeteil der Gemeinde Schwabhausen im oberbayerischen Landkreis Dachau. 

## Lage
Der Weiler liegt circa drei Kilometer nordnordwestlich von Schwabhausen. Der Ort war bereits vor der Gebietsreform in Bayern ein Gemeindeteil von Schwabhausen.

## Baudenkmäler
Eingetragene Baudenkmäler gibt es im Ort nicht.